# Jean Ferrat
Jean Ferrat, właśc. Jean Tenenbaum (ur. 26 grudnia 1930 w Vaucresson, zm. 13 marca 2010 w Aubenas) – francuski piosenkarz, autor tekstów i poeta.
Ferrat swoją obecnością uświetnił jeden z odcinków polskiego programu telewizyjnego Spotkanie z gwiazdą z 1976 roku, gdzie zaśpiewał kilka piosenek z albumu Ferrat chante Aragon, które oparto na wierszach poety Louisa Aragona.
Jean Ferrat jest absolwentem Conservatoire national des arts et métiers.

## Dyskografia
- 1961: Deux enfants au soleil
- 1963: Nuit et brouillard
- 1964: La Montagne
- 1965: Potemkine
- 1966: Maria
- 1967: À Santiago
- 1969: Ma France
- 1970: Camarade
- 1971: La Commune
- 1971: Ferrat chante Aragon
- 1972: À moi l'Afrique
- 1979: Les Instants volés
- 1980: Ferrat 80
- 1985: Je ne suis qu'un cri
- 1991: Dans la jungle ou dans le zoo
- 1995: Ferrat chante Aragon Vol. 2
- 2002: Ferrat en scène